# Gnathothlibus erotus
Gnathothlibus erotus är en fjärilsart som beskrevs av Pieter Cramer 1777. Gnathothlibus erotus ingår i släktet Gnathothlibus och familjen svärmare. Inga underarter finns listade i Catalogue of Life.

## Bildgalleri

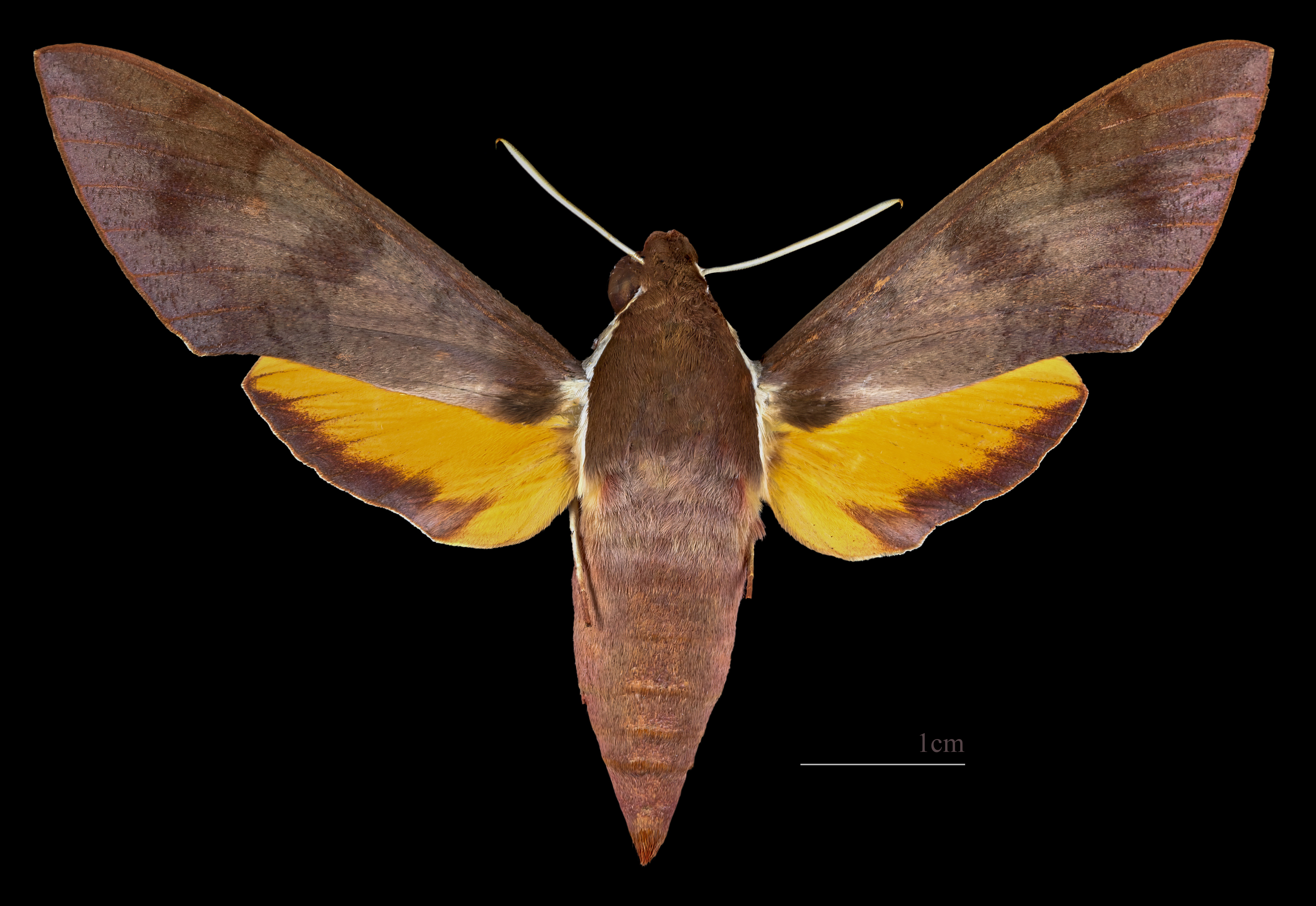
Preparerad (uppnålad) imago fjäril hane
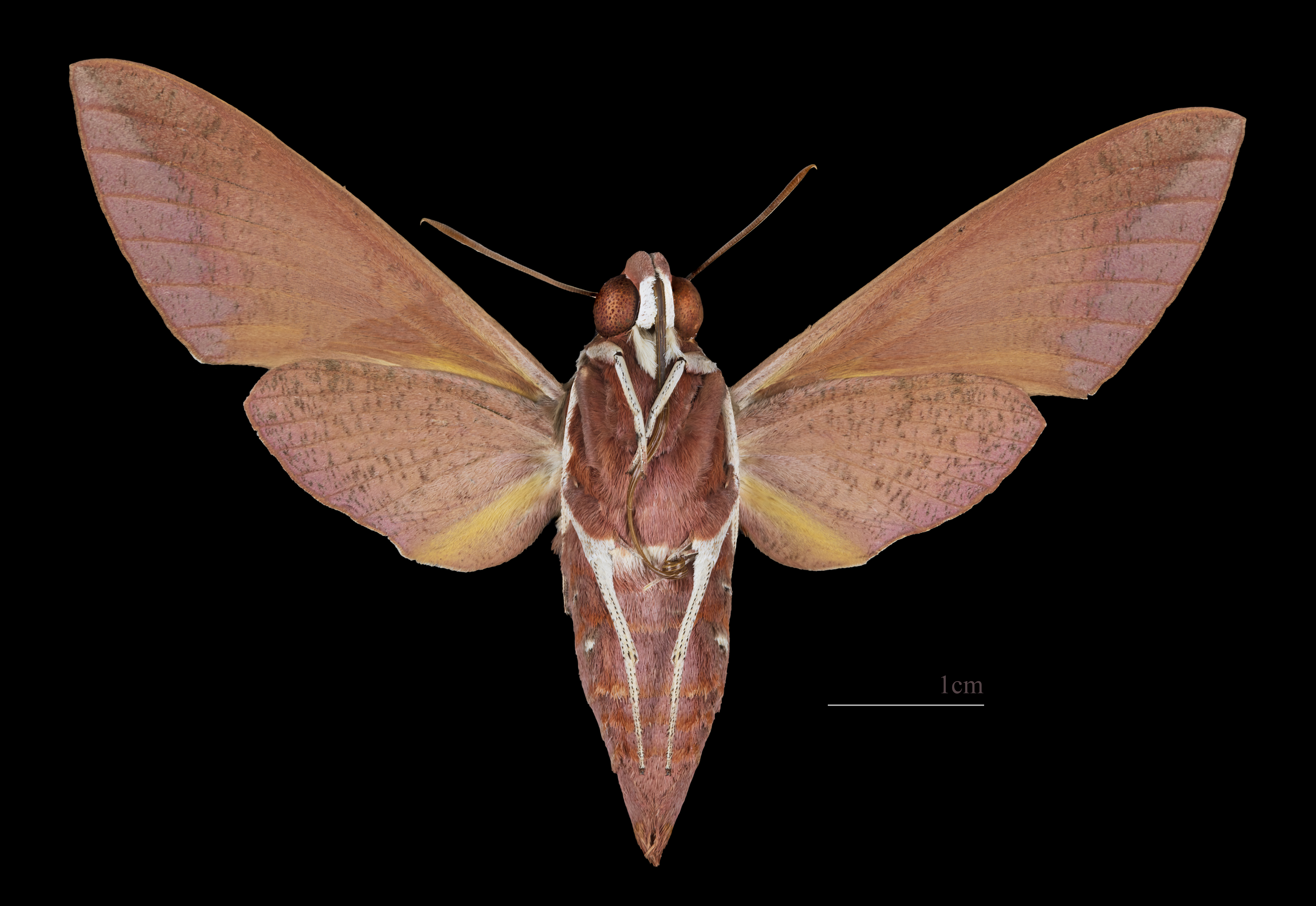
Preparerad (uppnålad) imago fjäril hane, undersida